# Río Caramávida
El río Caramávida es un curso natural de agua que nace unos 50 km al este de Lebu y fluye en dirección oeste en la Región del Biobío hasta su confluencia con el estero Neicura con lo que dan inicio al río Tucapel.

## Trayecto
El río Caramávida es el que más caudal contribuye a la formación del Tucapel. Nace en la ladera occidental del cerro la Piedra del Águila (1341 m) y dirige su curso con rumbo constante al oeste durante unos 24 kilómetros. Tiene pocos y breves afluentes.
El Caramávida termina cerca de la ciudad de Antiguala.

## Caudal y régimen
Toda la cuenca del río Paicaví, con sus principales aportantes, Caramavida y Butamalal, tiene un claro régimen pluvial, con sus mayores caudales en meses de invierno. En años lluviosos las crecidas ocurren entre junio y agosto, producto de importantes precipitaciones invernales. En años secos los mayores caudales también se deben a aportes pluviales, presentándose entre julio y agosto. El período de menores caudales se observa en el trimestre dado por los meses de enero a marzo.: 26 

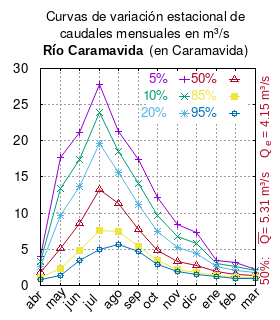
Curvas de variación estacional del río Caramávida en Carmávida.

El caudal del río (en un lugar fijo) varía en el tiempo, por lo que existen varias formas de representarlo. Una de ellas son las curvas de variación estacional que, tras largos periodos de mediciones, predicen estadísticamente el caudal mínimo que lleva el río con una probabilidad dada, llamada probabilidad de excedencia. La curva de color rojo ocre (con {\displaystyle {\color {Red}\vartriangle }}) muestra los caudales mensuales con probabilidad de excedencia de un 50%. Esto quiere decir que ese mes se han medido igual cantidad de caudales mayores que caudales menores a esa cantidad. Eso es la mediana (estadística), que se denota Qe, de la serie de caudales de ese mes. La media (estadística) es el promedio matemático de los caudales de ese mes y se denota {\displaystyle {\overline {Q}}}. 
Una vez calculados para cada mes, ambos valores son calculados para todo el año y pueden ser leídos en la columna vertical al lado derecho del diagrama. El significado de la probabilidad de excedencia del 5% es que, estadísticamente, el caudal es mayor solo una vez cada 20 años, el de 10% una vez cada 10 años, el de 20% una vez cada 5 años, el de 85% quince veces cada 16 años y la de 95% diecisiete veces cada 18 años. Dicho de otra forma, el 5% es el caudal de años extremadamente lluviosos, el 95% es el caudal de años extremadamente secos. De la estación de las crecidas puede deducirse si el caudal depende de las lluvias (mayo-julio) o del derretimiento de las nieves (septiembre-enero).

## Historia
Francisco Solano Asta-Buruaga y Cienfuegos escribió en 1899 en su obra póstuma Diccionario Geográfico de la República de Chile sobre el río:
Hueramávida.-—Quebrada que arranca de la pendiente occidental de la cordillera de Nahuelvuta hacia el E. de la ciudad de Cañete y que baja hacia el NO. hasta terminar por donde nace el riachuelo de Pilmaiquén, más ó menos sobre el límite norte del departamento de Cañete, más ó menos en dirección á este punto desde su capital. El nombre se halla inmutado en Caramávida, montaña de ciudad ó de fuerte; pero es original el del título que significa mala ó fatal montaña.
A esta entrada de su diccionario esta redirigida la entrada "Caramávida".